# Уда-Валаве (национальный парк)
Удавалаве — национальный парк, расположенный на границе провинций Сабарагамува и Ува на юге острова Шри-Ланка, в 165 км от Коломбо.
Национальный парк был создан для предоставления убежища диким животным, перемещённым в результате строительства водохранилище на реке Валаве, а также для защиты водосборного резервуара. Он был основан 30 июня 1972 года. Его площадь составляет площадь 30 821 га. До создания национального парка, его территория использовалась для подсечно-огневого земледелия. Удавалаве является важной средой обитания для водоплавающих птиц и шри-ланкийских слонов. Парк пользуется популярностью у туристов и является третьим по посещаемости парком в стране.

## Климат
Удавалаве находится на границе влажной и сухой зон Шри-Ланки. Среднегодовое количество осадков в парке составляет 1524 мм, большинство из которых приходится на месяцы с октября по январь и с марта по май. Среднегодовая температура составляет около 29,4 °C, а относительная влажность воздуха колеблется от 70 % до 82 %.

## Природа
В рельефе парка в основном преобладают равнины, хотя есть и горные районы. На его территории встречаются несколько видов саванны: травяная, с редкими деревьями; саванна — буш — состоящая из густого колючего кустарника; саванна, переходящая в лес и долины, залитые водой. Небольшая часть парка занята лесом. Пространства вокруг водохранилища заболочены, а на территории самого водохранилища из воды торчат стволы мёртвых деревьев, напоминающие о произраставших здесь до строительства плотины лесах. В общей сложности в парке обитает 39 видов млекопитающих, 21 вид рыб, 12 видов амфибий, 33 вида рептилий, 184 птиц (33 из которых являются мигрирующими) и 135 видов бабочек.

### Флора
В лесах Удавалаве произрастают такие разновидности деревьев как Атласное дерево, Халмилла, Чёрное Дерево, Милла и Палу, а также 2 разновидности, которые не встречаются в других парках — Даминия и Мандоранс.